# Электроника ИМ-01
«Электроника ИМ-01» — советский шахматный компьютер. Создан на базе процессора КМ1801ВМ1.
Является предшественником линейки шахматных компьютеров: «Электроника ИМ-05», «Электроника ИМ-29» («Шахматный партнёр»). Имеет модификацию «Электроника ИМ-01Т» (больше уровней сложности, быстрее сообщает ход).
Выпускался объединением электронного приборостроения «Светлана» в Ленинграде. Имел несколько уровней игры, режим расстановки и анализ позиции. Для отображения ходов имел вакуумно-люминесцентный индикатор зелёного цвета. Доска была обычной, с магнитными фигурами, не имела связи с электроникой.
Пoдобные изделия производили также «Дебют» и «Феникс»

## Возможности
- 6 уровней сложности;
- игра человек-компьютер, режим компьютер-компьютер появился в последующих моделях;
- решение шахматных задач (мат в N ходов).

## Технические характеристики
- Процессор: К1801ВМ1
- Память: 4 КБ ОЗУ, 16 КБ ПЗУ